# Anjou Lajos durazzói herceg
Anjou Lajos (ismert még mint Gravinai Lajos, olaszul: Luigi di Gravina, franciául: Louis de Gravina; 1324 – Nápoly, Nápolyi Királyság, 1362. július 22.), a Capeting–Anjou-házból származó királyi herceg, János, Durazzo hercege és Agnès de Périgord második fia, aki fivére halálát követően Gravina grófja 1348-tól 1362-es saját haláláig. Egyetlen felnőttkort megért gyermeke a későbbi III. Károly nápolyi és magyar király.

## Származása
Lajos herceg 1324-ben született a Capeting–Anjou-ház durazzói ágának tagjaként. Apja János, Durazzo hercege, aki II. Sánta Károly nápolyi király és Mária magyar királyi hercegnő fia volt. Apai nagyapai dédszülei I. Károly szicíliai király és Provence-i Beatrix grófnő (IV. Rajmund Berengár provence-i gróf leánya), míg apai nagyanyai dédszülei V. István magyar király és Kun Erzsébet királyné voltak. Édesanyja Agnès de Périgord, VII. Helie, Périgord grófja és Brunissende de Foix (III. Roger-Bernard, Foix grófjának leánya) volt. Ő volt szülei három fia közül a másodszülött. Két fivére Károly, Durazzo hercege és Róbert, Cappacio, Muro és Montalbano ura.

## Házassága és gyermekei
Lajos felesége Sanseverinói Margit grófnő, Sanseverinói Róbertnek, Corigliona grófjának leány lett, akivel 1343-ban házasodtak össze. Kapcsolatukból összesen három gyermek született, melyek közül csak érte meg a felnőttkort. Gyermekeik:
1. Lajos herceg (1344–?), fiatalon elhunyt
2. Károly herceg (1345 körül –1386), később nápolyi és magyar király
3. Ágnes herceg (1347–?), gyermekkorában meghalt

| Anjou Lajos Capeting–Anjou-ház, durazzói ág Született: 1324 Elhunyt: 1362. július 22. |                            |                  |
|                                                                                       |                            |                  |
| Előző Károly                                                                          | Gravina grófja 1348 – 1362 | Következő Károly |